# 名古屋地方検察庁
名古屋地方検察庁（なごやちほうけんさつちょう）は、愛知県名古屋市にある日本の地方検察庁の一つで、愛知県を管轄している。

## 概要
略称は、名古屋地検（なごやちけん）。名古屋では名地検（めいちけん）とも呼ばれる。
愛知県を管轄しており、名古屋市中区に設置されている本庁のほか、一宮、半田、岡崎、豊橋に支部を設置している。
また名古屋地検には、特別捜査部（略称「特捜部」）が設けられている。

## 不祥事
2023年8月10日、名古屋市内の書店で書籍を万引したとして、名古屋地検は、検察事務官の50代男性を停職１カ月の懲戒処分にした。窃盗容疑で愛知県警に書類送検され、地検は10日、起訴猶予処分とした。事務官は同日付で辞職した。
地検によると、事務官は同年6月16日、名古屋市内の書店で書籍1冊（約千円相当）を盗み、さらに同30日、同じ書店で書籍2冊（計約千円相当）を万引した。「少しでもお金を支払いたくなかった」などと供述したという。

## 所在地
- 本庁 - 名古屋市中区三の丸4丁目3-1
  - 交通分室 - 名古屋市中区三の丸1丁目7-4北緯35度10分44.3秒 東経136度53分54.3秒 / 北緯35.178972度 東経136.898417度
- 一宮支部 - 一宮市公園通4丁目17-3北緯35度17分44.3秒 東経136度48分14秒 / 北緯35.295639度 東経136.80389度
- 半田支部 - 半田市宮路町200-1北緯34度54分12.8秒 東経136度55分29.1秒 / 北緯34.903556度 東経136.924750度
- 岡崎支部 - 岡崎市羽根町字北乾地50-1北緯34度55分50.1秒 東経137度9分37.6秒 / 北緯34.930583度 東経137.160444度
- 豊橋支部 - 豊橋市大国町111北緯34度45分34.6秒 東経137度23分29.5秒 / 北緯34.759611度 東経137.391528度

## マスコットキャラクター
- 鯱あ郎（こあろう）
  - 金鯱の着ぐるみを着た愛知県名古屋市東山動物園のコアラ。検察庁にとってCore Law（核となる法律）である刑法、刑事訴訟法、裁判員法などの法を意識したネーミングとされている。

## 管轄

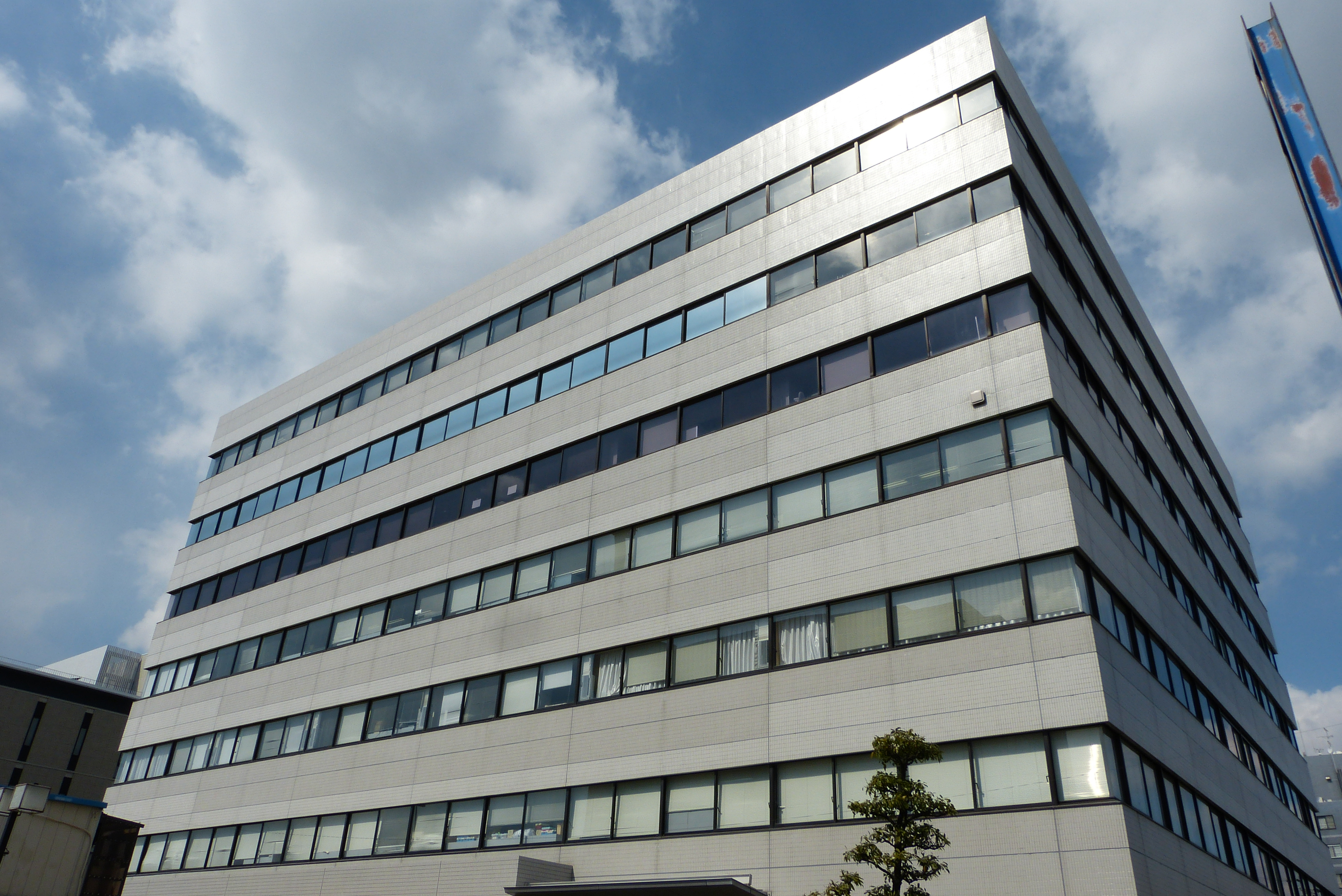
豊橋区検察庁

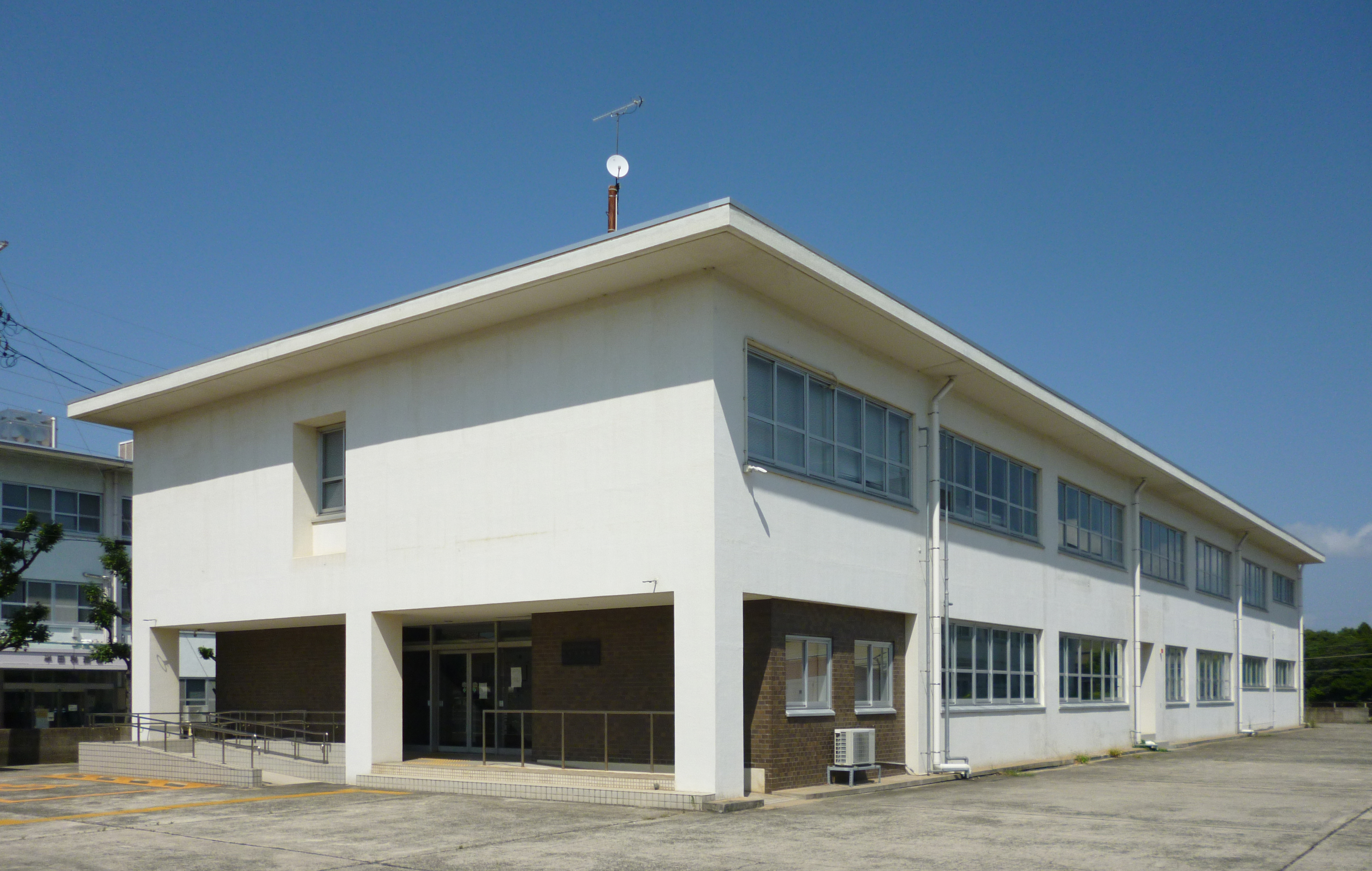
半田区検察庁

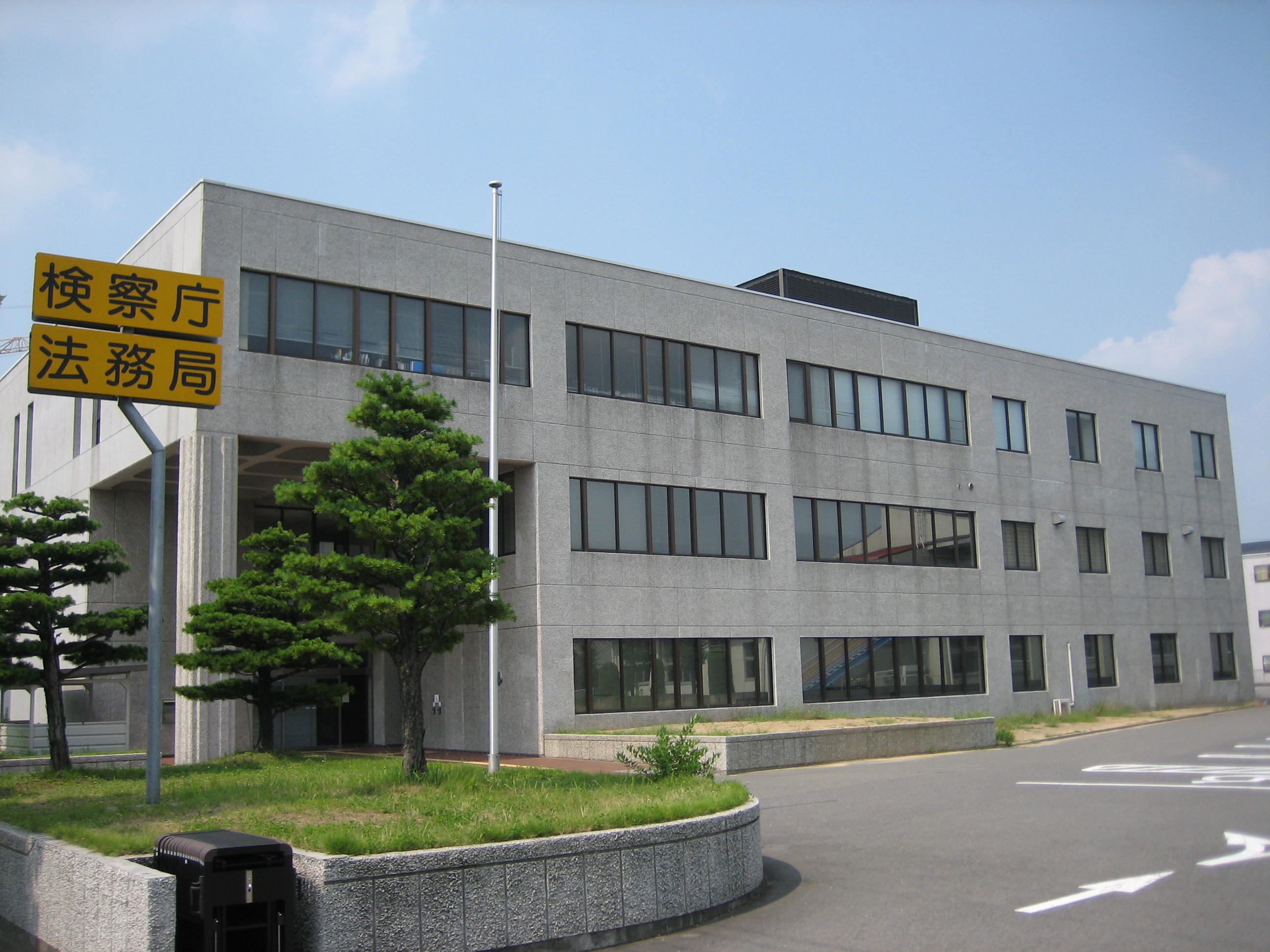
一宮区検察庁

### 本庁
- 名古屋区検察庁（名古屋市、豊明市、日進市、清須市、北名古屋市、西春日井郡（豊山町）、愛知郡（東郷町））
  - 名古屋市中区三の丸4丁目3-1
- 春日井区検察庁（春日井市、小牧市）
  - 名古屋市中区三の丸4丁目3-1
- 瀬戸区検察庁（瀬戸市、尾張旭市、長久手市）
  - 名古屋市中区三の丸4丁目3-1
- 津島区検察庁（津島市、弥富市、愛西市、あま市、海部郡）
  - 名古屋市中区三の丸4丁目3-1

### 豊橋支部
- 豊橋区検察庁（豊橋市、豊川市、蒲郡市、田原市）
  - 豊橋市大国町111
- 新城区検察庁（新城市、北設楽郡）
  - 豊橋市大国町111

### 一宮支部
- 一宮区検察庁（一宮市、稲沢市）
  - 一宮市公園通4丁目17-3
- 犬山区検察庁（犬山市、江南市、岩倉市、丹羽郡）
  - 一宮市公園通4丁目17-3

### 半田支部
- 半田区検察庁（半田市、常滑市、東海市、大府市、知多市、知多郡）
  - 半田市宮路町200-1

### 岡崎支部
- 岡崎区検察庁（岡崎市、額田郡（幸田町））
  - 岡崎市羽根町字北乾地50-1
- 安城区検察庁（安城市、碧南市、刈谷市、西尾市、知立市、高浜市）
  - 安城市横山町毛賀知24-1
- 豊田区検察庁（豊田市、みよし市）
  - 豊田市常盤町1丁目105-3